# 환자복

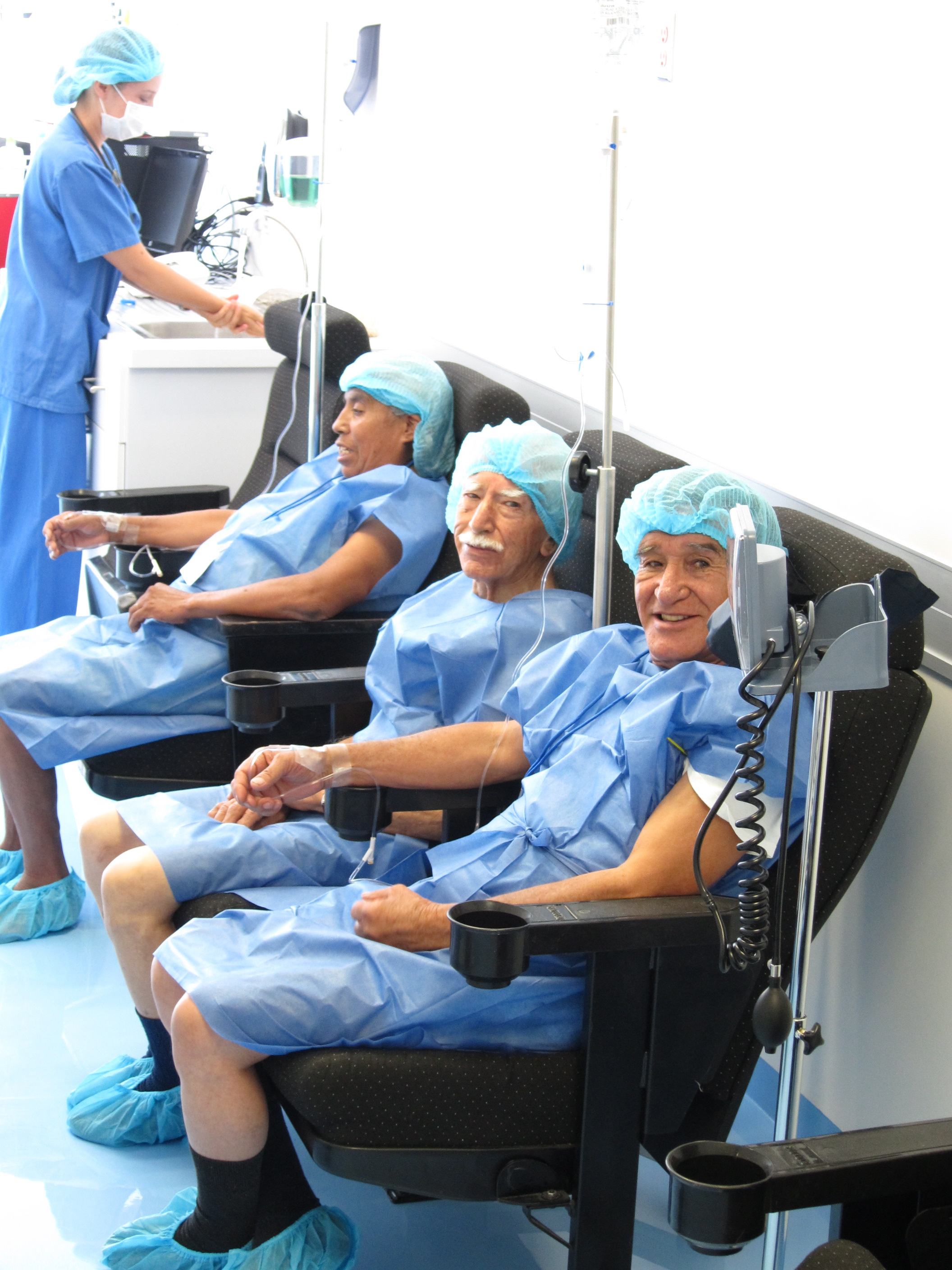
환자복을 입은 환자들

환자복(患者服)은 병원에 입원 중인 환자들이 입는 옷이다.

## 개요
병원 직원이 쉽게 환자의 몸을 치료를 할 수 있도록 가운이 편리하고 단순하게 디자인되어 있다.

## 같이 보기
- 가운
- 수술복